# Dexter McCluster
Dexter McCluster (Largo, Florida, 1988. augusztus 25. –) amerikai amerikaifutball-játékos, szélső elkapó.

## Középiskola
Szülővárosában, Largo-ban járt középiskolába. Jó tanuló volt, sokoldalú a sportokat illetően, játszott az iskola foci- és kosárcsapatában, ezek mellett pedig atlétikázott is. Államilag be volt válogatva távolugrásból és magasugrásból egyaránt. Először futóként játszott, második évében 1424 yardot futott, emellett 14 touchdownt szerzett. Végzősként a 2005-ös bajnokság döntőjébe vezette a Largo Packerst, a szezonban pedig 2490 yardot futott, és 39 touchdownt ért el.

## Egyetem
Az Ole Miss-en felváltva szerepelt szélső elkapó és futó poszton. Első évében az első 6 meccs közül 5-ön játszott, utána sérülést szenvedett. A szezont végül 15 elkapással, 232 elkapott yarddal és 2 touchdownnal fejezte be. Következő idényében az utolsó 8 meccsen kezdő volt, az első négyet viszont ki kellett hagynia a sérülése miatt. Ebben a szezonban 27 elkapása, 326 yardja és 2 touchdownja lett, ezek mellett 63 yardot futásból ért el, 6 kísérletből. 2008-ban 655 yardot futott 109 kísérletből, és 44 elkapásból 625 yardot ért el, 7 touchdown mellett. Végzős évében a Tennessee Volunteers ellen 2 rekordot is felállított, az egyik az egy meccsen futott legtöbb yard (282 yarddal), a másik pedig az egy meccsen szerzett legtöbb yard (324 yardot ért el). Utolsó egyetemi meccsén 148 yardot futott, és dobott egy touchdown passzt Shay Hodge-nak az LSU ellen, megszerezve ezzel egyetlen touchdown passzát az egyetemen. A meccs végül 25-23 lett az Ole Missnek. Ő lett az egyetlen játékos a Southeastern Conference-ben, aki 1000 yardot elért futásból, 500-at pedig elkapásból ugyanabban a szezonban. Végül 3685 yardja és 23 touchdownja lett az egyetemi pályafutása alatt.

## NFL karrier
A 2010-es NFL drafton a Kansas City Chiefs-hez került, A Chiefs 2. körben húzta be, 36. választottként.